# Horst Brünner

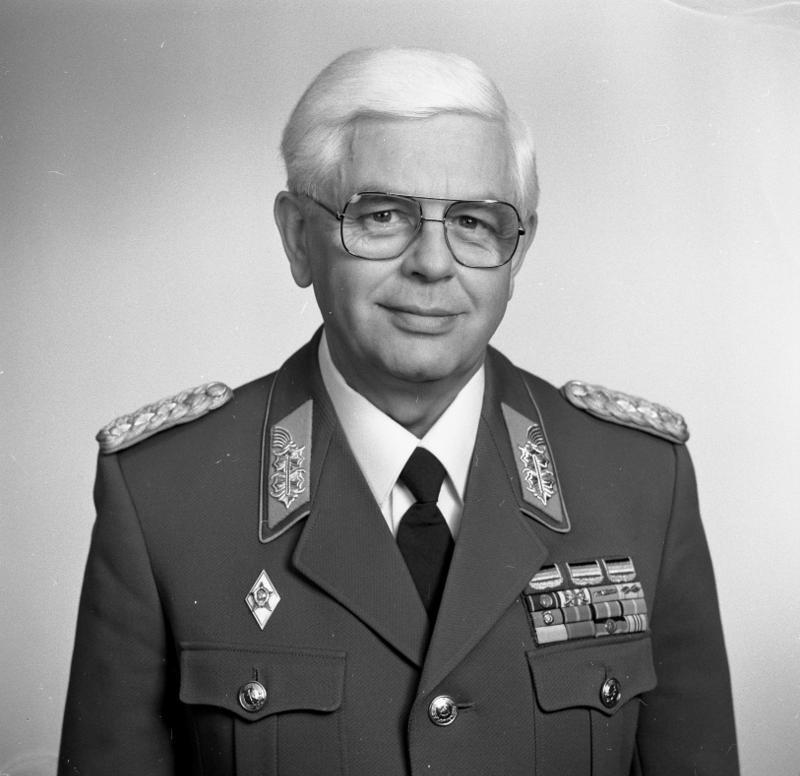
Horst Brünner (1988)

Horst Brünner (* 21. Februar 1929 in Buchwald, Provinz Niederschlesien; † 19. Juni 2008 in Blankensee) war Stellvertreter des Ministers für Nationale Verteidigung im Ministerrat der DDR und Chef der Politischen Hauptverwaltung der Nationalen Volksarmee. In den Mauerschützenprozessen wurde Brünner zu zwei Jahren Freiheitsstrafe auf Bewährung verurteilt.

## Lebenslauf
Der Sohn eines Maurers erlernte von 1943 bis 1946 den Beruf eines Industriekaufmanns. 1946 wurde er Mitglied der FDJ. Nach seinem Eintritt in die SED 1948 war Brünner im Kreispolizeiamt Löbau beschäftigt.
Von 1949 bis 1951 war er Politoffizier an der VP-Schule in Pirna. Brünner diente in verschiedenen Dienststellungen in der KVP, bevor er von 1956 bis 1958 Stellvertreter des Kommandeurs und Leiter der Politabteilung in der 6. Mot.-Schützen-Division (Prenzlau) wurde. Dem schloss sich von 1959 bis 1962 ein Aufenthalt als Offiziershörer an der Militärakademie „Friedrich Engels“ in Dresden an. Brünner war von 1962 bis 1965 Abteilungsleiter in der Politischen Hauptverwaltung des Ministeriums für Nationale Verteidigung.
Danach wechselte er für drei Jahre zu den Grenztruppen. Das Studium an der Generalstabsakademie der Sowjetunion von 1968 bis 1970 schloss Horst Brünner als Diplom-Militärwissenschaftler ab. Nach seiner Ernennung zum Generalmajor am 1. März 1971 war er Stellvertreter des Chefs des Militärbezirks III (Leipzig) und Leiter der politischen Verwaltung. Im Jahre 1972 erfolgte Brünners Wechsel in das Ministerium für Nationale Verteidigung. Dort diente er in der Politischen Hauptverwaltung. Zum 20. Jahrestag der Gründung der Nationalen Volksarmee am 1. März 1976 wurde Horst Brünner zum Generalleutnant befördert. Im selben Jahr wurde er Kandidat und 1986 Mitglied des ZK der SED. Von 1985 bis 1989 war er als Nachfolger von Heinz Keßler Stellvertretender Minister für Nationale Verteidigung und Chef der Politischen Hauptverwaltung. In dieser Funktion erreichte ihn die Beförderung zum Generaloberst am 1. März 1987. Brünner war einer von elf NVA-Offizieren, die in diesen für sie höchsten Dienstgrad befördert wurden. Am 26. März 1986 wurde er zum Vorsitzenden der Armeesportvereinigung Vorwärts gewählt. Von 1986 bis 1989 war er Mitglied des Nationalen Verteidigungsrates. In etwa dem gleichen Zeitraum, von 1986 bis 17. März 1990 saß Brünner als Abgeordneter in der Volkskammer. Horst Brünner wurde, wie die Generalobersten Horst Stechbarth und Wolfgang Reinhold, am 31. Dezember 1989 aus dem aktiven Dienst entlassen.

## Verurteilung in den Mauerschützenprozessen
Brünner wurde 1998 in den Mauerschützenprozessen im April 1998 angeklagt und am 24. Juli 1998 vor der 28. Großen Strafkammer des Berliner Landgerichts im selben Verfahren wie Manfred Grätz, Wolfgang Herger und Heinz Tappert wegen Beihilfe zum Totschlag zu zwei Jahren Freiheitsstrafe auf Bewährung verurteilt.

## Auszeichnungen
- 1978 Vaterländischer Verdienstorden in Silber
- 1980 Ernst-Schneller-Medaille in Gold
- 1981 Ehrentitel Verdienter Angehöriger der Nationalen Volksarmee
- 1984 Scharnhorst-Orden
- 1986 Vaterländischer Verdienstorden in Gold
- 1989 Karl-Marx-Orden